# Филен (Эна)
Филе́н (фр. Filain) — коммуна во Франции, находится в регионе Пикардия. Департамент коммуны — Эна. Входит в состав кантона Фер-ан-Тарденуа. Округ коммуны — Суасон.
Код INSEE коммуны — 02311.

## Население
Население коммуны на 2010 год составляло 137 человек.
| 1962 | 1968 | 1975 | 1982 | 1990 | 1999 | 2010 |
| ---- | ---- | ---- | ---- | ---- | ---- | ---- |
| 104  | 98   | 89   | 81   | 85   | 89   | 137  |

## Экономика
В 2010 году среди 85 человек трудоспособного возраста (15—64 лет) 73 были экономически активными, 12 — неактивными (показатель активности — 85,9 %, в 1999 году было 82,0 %). Из 73 активных жителей работали 63 человека (37 мужчин и 26 женщин), безработных было 10 (6 мужчин и 4 женщины). Среди 12 неактивных 4 человека были учениками или студентами, 2 — пенсионерами, 6 были неактивными по другим причинам.